# Kamienne kręgi z Pławna
Kamienne kręgi z Pławna – stanowisko archeologiczne (cmentarzysko) kultury wielbarskiej zlokalizowane na południe od wsi Stare Kaleńsko (powiat drawski, województwo zachodniopomorskie), nad południowym brzegiem jeziora Krzemno, w obrębie Nadleśnictwa Świerczyna. Z uwagi na przynależność administracyjną znane w literaturze fachowej jako „kamienne kręgi z Pławna”, wsi oddalonej bardziej na wschód, zlokalizowanej za jeziorem.

## Opis cmentarzyska
Stanowisko zadatowano na okres pomiędzy schyłkiem I, a pierwszymi dziesięcioleciami III wieku n.e. Wykopaliska przeprowadził od 2016 Andrzej Kasprzak z Działu Archeologii Muzeum w Koszalinie przy organizacyjnym wsparciu Ośrodka Sportu i Rekreacji w Starym Kaleńsku, Nadleśnictwa Świerczyna i gminy Czaplinek. 
W 2016 odkryto:
- grób nr 1 – dobrze zachowany pochówek popielnicowy kobiety (spalono zapewne cały szkielet) z zachowaną w całości, acz spękaną, urną. W jamie grobowej nie odnaleziono żadnych fragmentów kości (w popielnicy pozostały przepalone szczątki ludzkie przemieszane z glebą, jak również przedmioty wyposażenia zmarłego). Podczas eksploracji urna uległa zniszczeniu,
- trzy obiekty – pochówki jamowe różnej wielkości. W grobach nr 2 i 4 znaleziono drobne fragmenty węgla drzewnego, w mogile nr 3 (mężczyzna) nie było resztek stosu, a w grobie nr 4 znajdował się jeden fragment trzonu kości długiej (mógł to być pochówek szczątkowy)[1].

Szczątki ze wszystkich pochówków zostały mocno przepalone. Wśród zaobserwowanych zmian patologicznych kości wystąpiły ślady często spotykanych współcześnie schorzeń (np. zmiany zwyrodnieniowe w obrębie stawów, w tym u dwóch osób zmiany stawu skroniowo-żuchwowego, co mogło być związane z rodzajem wykonywanej pracy albo chorobami zębów.
W roku 2020 poszerzono pole badań. Według obecnego stanu na stanowisko składają się trzy kręgi, trzy kurhany i niewidoczne na powierzchni obiekty płaskie. Przebadano kurhan i dwadzieścia grobów w kręgu.
Centralnym punktem konstrukcji jest duży, obecnie obalony, głaz (stela) o długości 2,7 metra. Kręgi tworzą rozstawione co trzy metry, częściowo obrobione (celem nadania podłużnego kształtu) głazy o długości 1,2–1,8 metra (w większości obalone). Pomiędzy głazami znajdują się rzędy ciasno poukładanych otoczaków. Kręgi mają średnicę: 21, 26,5 oraz 19 metrów. Odnaleziono też konstrukcję o średnicy 10 metrów wykonaną z mniejszych kamieni. Kręgi nie były budowlami grobowymi i w większości nie zawierały żadnych pochówków (zmarłych chowano poza nimi). W kręgach odbywały się wiece plemienne, a także uroczystości żałobne (palenie zwłok) i stypy. Kurhany są konstrukcjami ziemnymi, często uzupełnione kamieniami. Usypywano je nad pochówkami. Dwa z nich mają średnicę około 8 metrów i wysokość pół metra, a trzeci analogicznie: 19 m i 1 m. Początkowo teren pochówku brukowano, a dopiero potem usypywano kurhany. Jeden z kurhanów został otwarty i obrabowany już w czasach starożytnych. Pozostałe groby nie były oznaczane na powierzchni. Chowano zarówno w obrządku całopalnym, jak i inhumacyjnym, a do grobów wkładano drobne przedmioty (ozdoby, ceramikę, narzędzia). Zaskakujący jest całkowity brak broni – sąsiednie plemiona chętnie wyposażały w nią zmarłych.
Stanowisko związane jest prawdopodobnie z pochodzącym ze Skandynawii plemieniem Gotów.
Miejsce jest chętnie odwiedzane przez wycieczki. Planowane jest utworzenie tu rezerwatu archeologicznego. W 2021 cmentarzysko wpisano do ewidencji zabytków archeologicznych pod nazwą „Pławno, st. 11”.